# Tour de l’Yonne
Das Straßenradrennen Tour de l’Yonne war ein französischer Radsportwettbewerb für Amateure, der als Etappenrennen von 1927 bis 1988 im Département Yonne veranstaltet wurde.

## Geschichte
1927 wurde das Rennen begründet, der Name änderte sich mehrfach. Von 1927 bis 1971 hieß das Rennen Tour durch Yonne–Nivernais–Morvan, 1972 Tour de l’Yonne und ab 1973 Ronde de Yonne. Nach der ersten Austragung fand es erst 1934 wieder statt und ab 1964 dann kontinuierlich bis 1983. Ab 1964 wurde das Rennen unter der Schirmherrschaft der Fédération Française de Cyclisme (FFC) organisiert, die ausländische Nationalmannschaften zum Rennen einlud. Da die Rundfahrt häufig im August stattfand, wurde das Rennen von ausländischen Nationalmannschaften mehrfach zur direkten Vorbereitung auf die Straßenradsport-Weltmeisterschaften genutzt.

## Palmarès
- 1927  Georges Chappe
- 1928–1936 nicht ausgetragen
- 1937  Serge Svoboda
- 1938–1963 nicht ausgetragen
- 1964  François Copin
- 1965  Bernard Guyot
- 1966  Jean-Claude Maroilleau
- 1967  Derek Harrison
- 1968  Pierre Rivory
- 1969  Jacques Botherel
- 1970  Guy Courtois
- 1971  Guy Sibille
- 1972  Georges Talbourdet
- 1973  Jean-Michel Richeux
- 1974  Christian Seznec
- 1975  Dino Bertolo
- 1976  Jacques Desportes
- 1977  Ian Chandler
- 1978  Dominique Arnaud
- 1979  Bernard Pineau
- 1980  Hans Neumayer
- 1981  Hans-Joachim Hartnick
- 1982  Uwe Raab
- 1982–1986 nicht ausgetragen
- 1987  Joël Gaillard
- 1988  Frédéric Profilet